# The Goodies
I The Goodies erano un trio di comici britannici (Tim Brooke-Taylor, Graeme Garden, Bill Oddie), che crearono, scrissero e condussero in una surreale serie televisiva comica a sketch intitolata The Goodies durante gli anni settanta e i primi anni ottanta combinando sketch e situation comedy.

## Università di Cambridge
I tre attori si incontrarono come studenti dell'università di Cambridge, dove Brooke-Taylor stava studiando legge, Garden stava studiando medicina e Oddie stava studiando inglese. Erano studenti universitari quando Brooke-Taylor, Garden e Oddie incontrarono John Cleese, Graham Chapman e Eric Idle, che più tardi sarebbero diventati i membri dei Monty Python. Questo gruppo di studenti divennero amici intimi e Brooke-Taylor e Cleese, che erano entrambi studenti di giurisprudenza, ma in differenti college all'interno dell'universita il quale studiavano insieme, scambiandosi gli appunti. Divennero tutti i membri del Cambridge University Footlights Club, con Brooke-Taylor che ne divenne presidente nel 1963, e Garden lo succedette nel 1964.
A Garden succedette Idle nel 1965, che inizialmente era consapevole del Footlights Club quando fece un'audizione per un Pembroke College per Brooke-Taylor e Oddie.

## Carriera prima diThe Goodies
Brooke-Taylor, Garden e Oddie erano i membri del cast dello show radiofonico di successo I'm Sorry, I'll Read That Again, il quale comprendeva anche Cleese, David Hatch e Jo Kendall, e durò fino al 1973. I'm Sorry, I'll Read That Again era il risultato della rivista A Clump of Plinths. Dopo avergli cambiato il titolo in Cambridge Circus, la rivista venne esibita a Londra, in Nuova Zelanda e a New York.
Ebbero anche delle parti in alcune serie televisive degli anni sessanta, incluse At Last the 1948 Show, Marty, Twice a Fortnight e in Broaden Your Mind.

## The Goodies, la serie televisiva
The Goodies venne creata da Tim Brooke-Taylor, Graeme Garden e Bill Oddie.
Gli episodi della serie originariamente erano co-scritti dai tre Goodies (Brooke-Taylor, Garden e Oddie). Poi, gli episodi vennero co-scritti solo da Garden e Oddie.
La musica dello show fu scritta da Bill Oddie, e la sigla di The Goodies venne co-scritta da Oddie e Michael Gibbs. Lo show inoltre fu beneficiato ampiamente del contributo del direttore Bob Spiers.
La serie televisiva venne trasmessa dal novembre 1970 al febbraio 1982 sulla BBC2, con settanta episodi, per lo più di durata di trenta minuti, eccetto per i due special natalizi di quarantacinque minuti (The Goodies and the Beanstalk e The Goodies Rule - O.K.?). La costumista per questi episodi era Dee Robson.
Il terzetto girava su un tandem a tre posti chiamato "trandem", da cui frequentemente cadeva.
Sebbene i Goodies fossero conosciuti per l'esecuzioni di acrobazie spettacolari, è stato Brooke-Taylor ad eseguire la maggior parte di esse.
I Goodies non ebbero mai un contratto formale con la BBC, e quando il bilancio della BBC Light Entertainment venne esaurito per la produzione di una serie televisiva basata su Guida galattica per gli autostoppisti, firmarono un contratto con la London Weekend Television per ITV. Tuttavia, dopo uno special di Natale di mezz'ora (Snow White 2) nel 1981, e a una serie di sei parti all'inizio del 1982, la serie è stata annullata. In recenti interviste ai Goodies suggeriscono che i motivi sono stati principalmente di natura economica.

### Premi e nomination
Un episodio special, il quale era basato su un episodio originale dei Goodies intitolato Kitten Kong, era chiamato Kitten Kong: Montreux '72 Edition, e venne trasmesso per la prima volta nel 1972. I The Goodies vinsero il Silver Rose nel 1972 per questo episodio al Festival Rose d'Or, a Montreux, Svizzera. Il trio vinse un altro Silver Rose per l'episodio The Movies.
I The Goodies vennero nominati nel 1976 per un BAFTA, ma vinse Fawlty Towers.

## Libri
- The Goodies File
- The Goodies Book of Criminal Records
- The Making of The Goodies Disaster Movie

## Discografia

### Album
- 1973: The Goodies Sing Songs from The Goodies
- 1975: The New Goodies LP
- 1976: Nothing to Do With Us
- 1978: The Goodies Beastly Record

### Compilation
- 1976: The Goodies Greatest
- 1981: The Goodies Greatest Hits
- 1997: Yum Yum! The Very Best of the Goodies
- 2000: Funky Gibbon - The Best of the Goodies

## Riunioni dei The Goodies

### 2005, Australia
Il trio si riunì in Australia per il The Goodies (Still A)Live on Stage come parte del Sidney's Big Laugh Comedy Festival nel marzo 2005. Lo show cambiò stato, visitando Melbourne, Brisbane e Canberra.

### 2006-2007, Gran Bretagna
Tim Brooke-Taylor e Graeme Garden fecero il loro show dal vivo nel 2006 al Edinburgh Fringe Festival. Lo show era simile a quello fatto in Australia, con Bill Oddie che partecipava via video. Lo show venne fatto anche nel 2007.

### 2009 World's Funniest Festival Island and Riverside
Tim Brooke-Taylor e Graeme Garden sono previsti per apparire al Sidney's Riverside Theatre il 25 ottobre 2009 e al World's Funniest Festival all'Isola Cockatoo, Nuovo Galles del Sud il 17 ottobre 2009. Lo show è presentato da Andrew Hansen, membro dei The Chase.